# Xavier Mbuyamba
Xavier Tshimanga Kamaluba Mbuyamba (Maastricht, 31 dicembre 2001) è un calciatore olandese, difensore del Volendam.

## Carriera

### Club
Cresciuto nel settore giovanile dell'MVV, esordisce in prima squadra il 9 novembre 2018, in occasione dell'incontro di Eerste Divisie perso per 3-2 contro il Volendam. Conclude la sua prima stagione fra i professionisti con 11 presenze in campionato. Negli anni seguenti, ha giocato nelle giovanili di Barcellona e Chelsea.
Il 1º settembre 2022 ritorna in patria, venendo ingaggiato dal Volendam, con cui firma un contratto triennale. Otto giorni dopo, ha esordito in Eredivisie, in occasione dell'incontro perso per 2-3 contro il Go Ahead Eagles. Complessivamente alla sua prima stagione con il Volendam mette insieme 30 presenze e 5 gol tra Eredivisie e Coppa d’Olanda.

### Nazionale
Nel 2019 ha giocato una partita nella nazionale olandese Under-19.

## Statistiche

### Presenze e reti nei club
Statistiche aggiornate al 28 maggio 2023.
| Stagione        | Squadra         | Campionato      | Campionato | Campionato | Coppe nazionali | Coppe nazionali | Coppe nazionali | Coppe continentali | Coppe continentali | Coppe continentali | Altre coppe | Altre coppe | Altre coppe | Totale | Totale |
| Stagione        | Squadra         | Comp            | Pres       | Reti       | Comp            | Pres            | Reti            | Comp               | Pres               | Reti               | Comp        | Pres        | Reti        | Pres   | Reti   |
| --------------- | --------------- | --------------- | ---------- | ---------- | --------------- | --------------- | --------------- | ------------------ | ------------------ | ------------------ | ----------- | ----------- | ----------- | ------ | ------ |
| 2018-2019       | MVV             | 1D              | 11         | 0          | CO              | 0               | 0               |                    | -                  | -                  |             | -           | -           | 11     | 0      |
| 2022-2023       | Volendam        | ED              | 28         | 5          | CO              | 2               | 0               |                    | -                  | -                  |             | -           | -           | 30     | 5      |
| Totale carriera | Totale carriera | Totale carriera | 39         | 5          |                 | 2               | 0               |                    | -                  | -                  |             | -           | -           | 41     | 5      |

## Palmarès

### Club

#### Competizioni nazionali
- Eerste Divisie: 1

Volendam: 2024-2025